# Malo Krușevo, Plovdiv
Malo Krușevo (în bulgară Мало Крушево) este un sat în comuna Hisarea, regiunea Plovdiv,  Bulgaria. 

## Demografie
Componența etnică a satului Malo Krușevo
     Bulgari (32,51%)
     Nicio identificare (67,48%)
     Altele (0%)
La recensământul din 2011, populația satului Malo Krușevo era de 163 locuitori. Nu există o etnie majoritară, locuitorii fiind  și bulgari (32,51%). Pentru 67,48% din locuitori nu este cunoscută apartenența etnică.